# Kostel svatého Jakuba Staršího (Plesná)
Kostel svatého Jakuba Staršího ve Staré Plesné je sakrální památka na území města Ostravy, městského obvodu Plesná. Od roku 1964 je chráněn jako kulturní památka.

## Historie
Jedná se o barokní stavbu z let 1783–1787 postavenou nákladem patrona a majitele dobroslavického panství, hraběte Wengerského z Ungerschützu za vydatné pomoci občanů všech obcí farnosti. Na návrší nad místem, kde kdysi stával původní filiální dřevěný kostel nejspíš ze 13. století, který ale vyhořel, byla na jeho památku vystavěna zděná kaple s hrobkou rytířů Czaderských.
Okolí kostela zdobí (kromě výše zmíněné kaple) další čtyři kapličky a fara, které jsou vystavěné ve stejném slohu a ve stejné barevnosti jako kostel. Nad kostelem se nachází parkoviště, za kterým je hřbitov.

## Faráři v kostele
- 1787–1820 Jan (Karel?) Buček (do 1784 administrátor)
- 1820–1833 Johann Schnirch
- 1833–1839 Jakub Kožaný
- 1839–po 1859 Constantin Stieber
- po 1859–1862 Antonín Klimeš
- 1862–1891 František Ječmínek
- 1891–1916 Antonín Trnkal
- 1916–1945/1950 Stanislav Dufalík
- 1950–1972 Vavřinec Miráček
- ?–1986 Josef Krakovič
- Josef Bystřický
- od 2002? Jiří Schreiber (do 2008 administrátor)